# Clé de Berne
Pour l’article homonyme, voir La Clef de Berne.

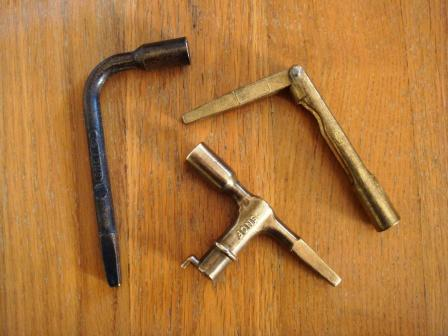
Diverses clefs de Berne

Une clé de Berne, nommée ainsi d'après la ville fédérale suisse Berne, est une paire de clés carrées destinées aux serrures des portières des voitures et des fourgons des trains de voyageurs, standardisées lors de la conférence internationale pour l'unité technique des chemins de fer tenue à Berne du 10 au 15 mai 1886.
Ces clés bien qu'anciennes sont toujours utilisées par le personnel de la majorité des sociétés de chemins de fer en Europe (conducteur, contrôleur, etc.). Le texte actuel de ce traité date de 1938. Cette clé permet également la manœuvre des commutateurs de sécurité en plein-air, l'ouverture des armoires de service (passages à niveau...)  et, comme indiqué plus haut, l'accès aux voitures à l'exception des cabines de conduite et locomotives.
Du fait de sa section, cette clé est surnommée un carré par les cheminots.

## Présentation
Selon l'article 34 de ce traité, « Les serrures pour clefs carrées des portières des voitures et des fourgons des trains de voyageurs, doivent pouvoir être actionnées avec l’une des deux clefs représentées à l’annexe B.
Pour les véhicules à construire, ces serrures doivent être actionnées avec la clef femelle. »

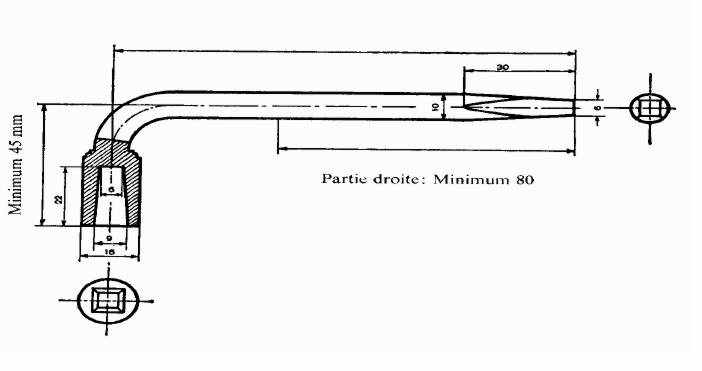
Dessin officiel, Traité sur l'unité technique, annexe B

Selon le dessin, la clé carrée est de forme pyramidale, pour accommoder des longueurs d'arêtes (pans) des serrures entre 6 et 9 mm.